# JWH-122
JWH-122，是一种由约翰·威廉·霍夫曼小组合成的萘甲酰基吲哚类JWH大麻素，分子式C25H25NO，与JWH-210相比，萘上4号位的乙基变为甲基。